# Shared services
Shared services ("gedeelde diensten") zijn de samengevoegde en gestroomlijnde voorzieningen in een (meestal) grotere organisatie die door meerdere organisatieonderdelen worden gebruikt. Het instellen van shared services wordt gedaan vanuit efficiëntie- en effectiviteitsoverwegingen waarbij ervan wordt uitgegaan dat het op één plaats samenbrengen van specialismen schaalvoordelen met zich meebrengt. Voorbeelden van voorzieningen welke vaak in een shared service worden ondergebracht zijn de afdelingen personeelszaken, financiële afdelingen en ICT-afdelingen, inkoop, verkoop, transport.
SSO betekent shared-service organization.